# Ellie Kisyombe
 (mai 2023).
Ellie Kisyombe est une militante malawite et ancienne demandeuse d'asile vivant en Irlande. Elle est cofondatrice de Our Table, une entreprise sociale à but non lucratif qui exploite des projets tels que des restaurants éphémères.

## Contexte
Ellie Kisyombe est née au Malawi. Ses deux parents sont fonctionnaires, sa mère au Trésor du Malawi et son père est à la tête de l'organisme de développement agricole du Malawi. Son père est polygame. Elle a participé à des campagnes anti-corruption au Malawi et sa famille est membre du parti politique d'opposition. Kisyombe pense que son père est mort empoisonné en raison de ses activités politiques. Après une série de répressions, on lui a conseillé de quitter le pays. Elle a passé quelque temps à Bristol entre 2007 et 2019.
Elle s'est rendue en Irlande avec un visa étudiant en 2010. Elle s'est ensuite rendue au Royaume-Uni pour y demander l'asile. Après y avoir été arrêtée, elle a demandé l'asile en Irlande. Elle est placée en Direct Provision et est hébergée au centre de Ballyhaunis, dans le comté de Mayo. Elle a ensuite reçu un diagnostic de dépression. Elle a des enfants jumeaux, un fils et une fille, qui l'ont rejointe en Irlande. En juillet 2019, elle a obtenu l'autorisation de rester en Irlande  et a ensuite effectué un voyage de retour au Malawi.

## Carrière

### Activisme
Kisyombe a commencé son activisme en faisant du bénévolat auprès de l'Irish Refugee Council où elle a rencontré la propriétaire de café et chroniqueuse culinaire Irish Examiner Michelle Darmody avec qui elle a fondé Our Table, organisant initialement des événements dans des lieux tels que le Musée irlandais d'art moderne. Ils ont organisé un café éphémère au Project Arts Center en 2016, d'abord sous la forme d'un événement de deux jours qui est prolongé à trois mois,. Le projet met en évidence le manque d'installations pour la préparation des aliments dans les centres de direct provision et plaide pour la fin de ce système. Après cela, Kisyombe est invité par Darina Allen à entreprendre un stage de trois mois à la Ballymaloe Cookery School. Elle est aujourd'hui directrice bénévole de l'entreprise. Notre table a fourni une gamme de sauces piquantes, vendues par The Good Food Store,, et Kisyombe gère un stand de nourriture à Dublin depuis janvier 2018  dans l'espoir d'ouvrir une cuisine qui servirait d'espace de formation.
Aux côtés de Sinéad Burke, Eileen Flynn et Mari Kennedy, Kisyombe faisait partie d'un panel animé par Miriam O'Callaghan à Electric Picnic en 2017 pour The Women's Podcast. Elle est également active dans le Mouvement des demandeurs d'asile en Irlande, et a parlé de ses expériences de racisme en Irlande. Elle est apparue dans la vidéo Nina Cried Power de Hozier avec d'autres militants.

### Candidature social-démocrate
En 2019, Kisyombe s'est présenté comme candidat aux élections locales irlandaises de 2019 avec les sociaux-démocrates dans la circonscription North Inner City de Dublin. Elle est la première personne vivant à Direct Provision à se présenter aux élections locales. Elle a fait l'objet d'un examen minutieux lorsque The Sunday Times a écrit sur les divergences entre sa version de ses demandes d'asile et les documents officiels. En particulier, cela s'est concentré sur la façon dont Kisyombe a omis sa demande d'asile au Royaume-Uni en 2014 et d'autres écarts dans le calendrier de ses demandes d'asile. Cela a conduit à la démission d'un certain nombre de membres du parti. Le parti a mené un examen indépendant et elle est autorisée à poursuivre sa campagne électorale,. Kisyombe a affirmé que l'incident a nui à sa campagne.

## Accusation d'agression
Le 23 mars 2022, Kisyombe est accusée d'avoir agressé le 21 février 2019 une travailleuse dans un centre d'accueil du nord de Dublin où elle a vécu pendant un certain temps alors qu'elle est demandeuse d'asile. L'affaire est ajournée jusqu'au 7 septembre 2022 pour une audience à Blanchardstown, Dublin. En mars 2023, Kisyombe a accepté une mise en garde d'un adulte concernant l'affaire.